# Patillal
Patillal es uno de los 26 corregimientos del municipio colombiano de Valledupar ubicado al norte, en el piedemonte de la Sierra Nevada de Santa Marta y el cerro de Las Cabras, a orillas del arroyo La Malena, en el departamento del Cesar y en el límite con el departamento de La Guajira.
Patillal ha sido cuna de importantes compositores y cantautores de la música vallenata, al igual que numerosos políticos y profesionales que han alcanzado fama nacional.

## Geografía
Limita hacia el norte y nororiente con el departamento de La Guajira, con el municipio de San Juan del Cesar; al oriente limita con el corregimiento de Badillo; Al sur con el corregimiento de La Vega Arriba y al suroccidente con el corregimiento de Los Haticos.
El corregimiento hace parte de la cuenca del río Cesar. Uno de los afluentes del río Cesar es el arroyo La Malena que atraviesa el corregimiento hasta desembocar en el río Badillo y luego en el Cesar.

## Historia
En el siglo XVIII el territorio inicialmente fue llamado Patillar (cultivo de sandía, coloquialmente llamada patilla) y fue usado como hato para la ganadería extensiva y de libre pastoreo por los españoles colonizadores que se asentaron en Badillo y Valledupar. La propietaria de estos terrenos inicialmente fue María Antonia de las Nieves de Maestre, quien fundó la población el 4 de octubre de 1784. La región era zona de tránsito de los indígenas Koguis, Wiwas, Kankuamos Wayúus y Chimilas. 
Entre 1871 y 1886, la población de Patillal perteneció al Estado Soberano del Magdalena y fue punto de entrada al Territorio de la Sierra Nevada de los Estados Unidos de Colombia.
A lo largo del siglo XX, Patillal fue cuna de importantes trovadores y juglares de la música vallenata, que con sus correrías y canciones ayudaron a propagar dicha cultura. El más importante de estos juglares fue Rafael Escalona, quien ayudó a crear el Festival de la Leyenda Vallenata, junto Consuelo Araújo, de ancestros y descendientes arraigados a Patillal. También figura el pintor Jaime Molina, precursor del arte en la región. Igualmente fue cuna de abogados como los hermanos Evelio Daza y Diomedes Daza. El exalcalde de Valledupar, Elías Ochoa Daza. 
Patillal se convirtió en corregimiento de Valledupar en 1958. 
El servicio de energía eléctrica fue instalado en el corregimiento el 18 de agosto de 1980 con la presencia del presidente de Colombia, Julio César Turbay y el gobernador del Cesar, José Guillermo Castro.  
Antes de exiliarse en México, el Nobel de Literatura Gabriel García Márquez visitó Patillal, el 20 de julio de 1982 para conocer la casa donde nació Rafael Escalona, su amigo personal y a quien inmortalizó en sus novelas Cien años de soledad y El coronel no tiene quien le escriba.
De 1988 a mediados de 2000, el corregimiento de Patillal fue azotado por el accionar bélico de las FARC. Entre 1991 y 1994 el pueblo fue atacado y su estación de Policía varias veces destruida. Los agricultores de la zona no podían vender sus productos a otros centros de acopio y los secuestros y reclutamientos forzosos fueron constantes. A mediados de la década de 1990, paramilitares de las Autodefensas Unidas de Colombia (AUC) incursionaron salvajemente en la región para erradicar a las FARC, con masacres indiscriminadas, robos, extorsiones y amenazas. El accionar de las AUC se extendió hasta finales de la década de 2000. El enfrentamiento entre paramilitares, fuerza pública y guerrilla fue constante durante este periodo. Tal vez el episodio que más hizo eco en Colombia que ocurrió en la región fue el secuestro de la exministra Consuelo Araújo a manos de las FARC, tras haber estado en una misa en Patillal que celebraba el día la Virgen de Las Mercedes, fue secuestrada en una "pesca milagrosa" del Frente 59 de las FARC. Su hijo Hernando Molina Araújo sería luego condenado por pertenecer al Bloque Norte de las AUC. También los múltiples secuestros que sufrieron los hermanos de la familia Ochoa Daza, reconocidos cultivadores de arroz en la región. 
En la región también se dieron casos de falsos positivos en los que el Ejército asesinaba civiles para presentarlos como guerrilleros caídos en combate.

## Organización político-administrativa

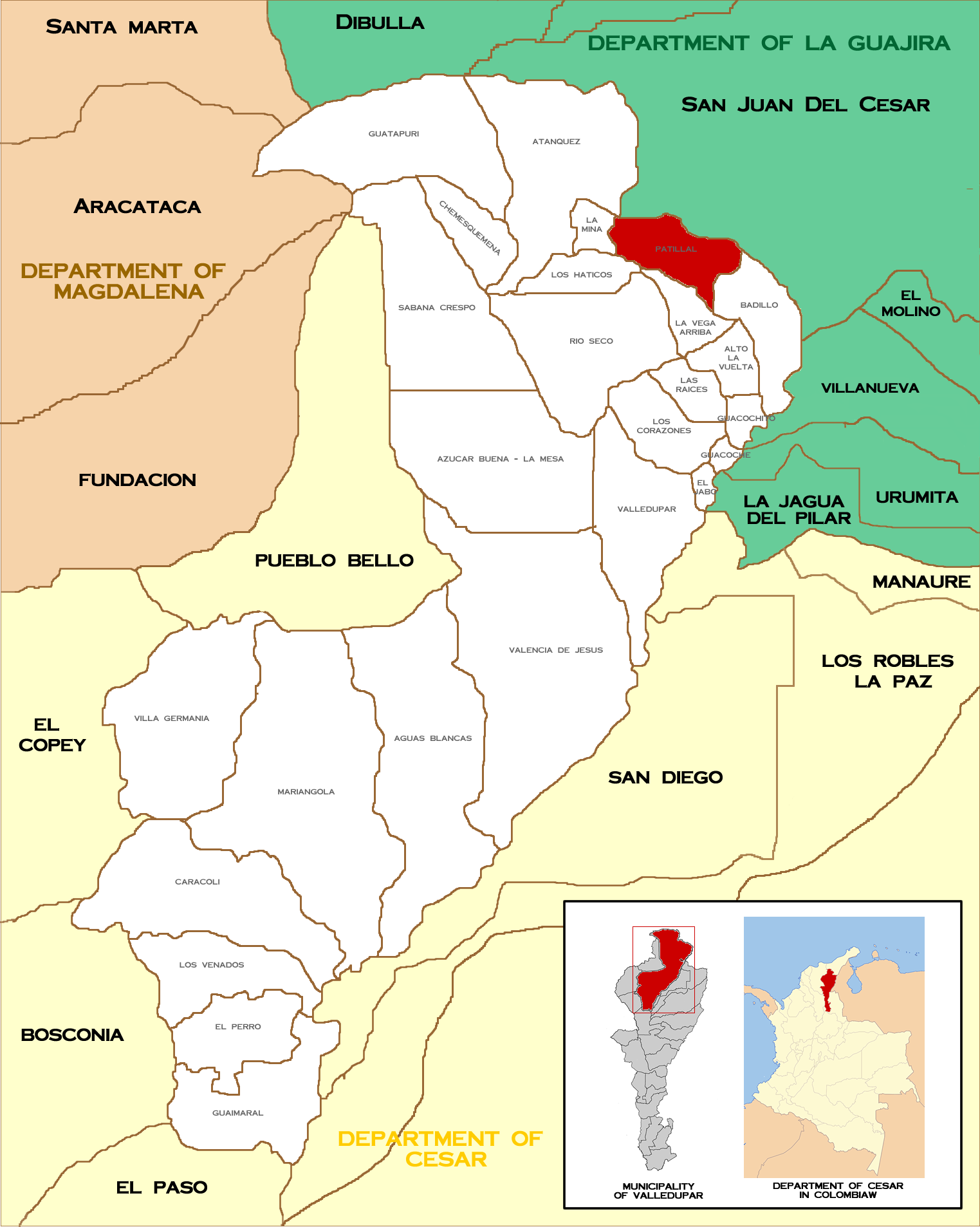
Ubicación de Patillal en el municipio de Valledupar

La máxima autoridad del corregimiento es el corregidor. El corregimiento de Patillal está subdividido en las siguientes veredas:
- Guaymaro
- La Firma
- Villa Rueda

## Economía
La economía que mueve el corregimiento son la agricultura y la ganadería que genera su zona rural. Los principales productos agrícolas que se producen en el corregimiento son maíz, yuca y fríjol, que son comercializados directa e indirectamente por asociaciones, cooperativas y otros Intermediarios. En menor escala el sector comercial tiene una decena de tiendas de abarrotes. 
El turismo también ha empezado a mover la economía con el incremento de turistas durante las celebraciones de religiosas de la virgen de Las Mercedes en septiembre y el festival Tierra de Compositores en diciembre. También se han construido casas de recreo que los locales y propietarios de casas arriendan a turistas. 

## Cultura

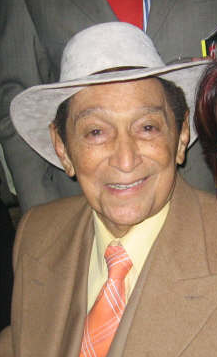
El compositor patillalero Rafael Escalona, juglar de la música vallenata.

La mayoría de los habitantes de Patillal pertenecen a la Iglesia católica, celebran en el mes de julio el día de la Virgen del Carmen. También hay iglesias evangélicas. 
En diciembre la comunidad festeja el Festival Tierra de Compositores, que celebra a todo lo relacionado al folclor de la música vallenata y los patillaleros que contribuyen a engrandecerlo. También se celebran conciertos de artistas vallenatos reconocidos y orquestas. Como partes de las celebraciones se realizan Peleas de gallos en la gallera y parrandas en casas particulares. 
La plaza principal, llamada 'plaza de los compositores' posee una gliptoteca en homenaje a los juglares patillaleros de la música vallenata. Los monumentos en forma de monedas tienen grabadas los rostros de los juglares Rafael Escalona, Tobías Enrique Pumarejo, Freddy Molina, Octavio Daza, José Alfonso 'El Chiche' Maestre, José Hernández Maestre, José María "Chema" Guerra y Julio García.
Entre la comida típica de Patillal predomina el guiso o el sancocho de chivo. los dulces tradicionales de la región como el dulce de maduro, los panes caseros, la limonada fresca y el agua de panela.

## Educación
El corregimiento tiene las instalaciones de la Institución Educativa “Colegio de Educación media de Patillal”, la cual presta los servicios a los niveles de preescolar, básica primaria, básica secundaria y media vocacional.

## Transporte
Hay una carretera que comunica a los corregimientos de Atánquez - La Mina - Patillal - Río Seco – con la ciudad de Valledupar o hacia San Juan del Cesar.